# مصرف العربية الإسلامي
مصرف العربية الإسلامي مصرف عراقي أهلي أُسس عام 2016، يبلغ رأس المال للمصرف 250 مليار دينار.